# Hakon Johnsen
Hakon Johnsen ist ein ehemaliger norwegischer Skispringer.
Johnsen begann 1992 mit dem Springen im Skisprung-Continental-Cup. In seiner ersten Saison erreichte er jedoch nur einen COC-Punkt und landete damit nur auf dem 91. Platz der Continental-Cup-Gesamtwertung.
Am 22. und 23. Januar 1994 bestritt Johnsen zwei Springen im Skisprung-Weltcup. Bereits im ersten Springen von der Normalschanze in Sapporo konnte er mit dem 28. Platz erstmals und auch zum einzigen Mal in seiner Karriere Weltcup-Punkte gewinnen. Im zweiten Springen von der Großschanze landete er nur auf dem 54. Platz.
Am Ende der Saison 1993/94 belegte er mit drei gewonnenen Weltcup-Punkten punktgleich mit dem Kasachen Andrei Werweikin und dem deutschen Ralph Gebstedt den 87. Platz in der Weltcup-Gesamtwertung. Die Continental-Cup-Saison 1993/94 beendete er mit 231 Punkten auf dem 31. Platz der Gesamtwertung. Anschließend beendete Johnsen seine aktive Skisprungkarriere.